# شب‌ماه
شب‌ماه(Shab Mah) روستایی است از توابع بخش اشترینان شهرستان بروجرد در استان لرستان. این روستا در دهستان بردسره قرار دارد. در گویش لری به آن شومَه گویند

## جمعیت
بنابر سرشماری مرکز آمار ایران، جمعیت شب ماه در سال ۱۳۸۵ برابر با ۶۳۵ نفر بوده‌است که از این میان ۳۱۵ نفر مرد و بقیه زن بوده‌اند. این روستا ۱۳۸ خانوار دارد.